# Aventino de Larbost
Aventino de Larbost es un santo cristiano y mártir de los siglos VIII-IX. Su culto se encuentra enraizado en el valle de Larbost y algunas zonas del Alto Aragón.

## Leyenda
Según la tradición, Aventino había nacido hacia 782 en Santa María, pequeño pueblo de Bagnères-de-Luchon, en el valle del Larbost (Alta Garona). Su familia era benestante, pero él, de joven, quería hacer vida religiosa y se hizo monje y prever. Se retiró para hacer vida eremítica y marchó a una ermita en les Granges d'Astau, al pie de Neste d'Oô. 
Según cuenta la leyenda, un día un oso llegó con una gran espina clavada a la zarpa: Aventino se la quitó y el oso marchó sin hacerle daño.
Predicó en la zona, evangelizó y convirtió muchas personas al cristianismo. Durante una incursión musulmana, fue encarcelado en la torre del Castel-Blancat, donde se unen los valles del Oueil y Larbost. Aventino subió a lo alto de la torre y se lanzó al vacío, comenzando a volar, atravesando el valle y poniéndose tranquilamente sobre una roca, donde se decía que se conservaba la huella de su pie. Ya libre, continuó predicando hasta que volvió a ser detenido y, en esa ocasión, fue inmediatamente decapitado. Aventino, sin embargo, recogió su cabeza decapitada con las manos y empezó a andar hasta que, al llegar a un lugar determinado, cayó muerto: interpretado como una señal, fue enterrado en aquel mismo lugar.

## Veneración
La memoria del lugar de entierro se perdió hasta que, en el siglo XI, un vaquero observó que uno de sus toros rascaba insistentemente un lugar determinado. Cavando, sintió la voz de un ángel que le decía que allí reposaba "el venerado Aventino"; un enjambre de abejas salió del refugio e impidió que continuase cavando. Llamó al obispo de Comminges, San Bertran de Cominges, que pidió una carta al Papa y, llegando al sitio, la leyó a las abejas que desaparecieron. Solo entonces pudieron exhumar el cuerpo del santo.
Los habitantes de las valles de Larbost y de Oueil se disputaron sus restos, los pusieron en un carro tirado por dos vacas y las dejaron ir. El carro fue hacia Larbost y se paró en un sitio, donde fue enterrado nuevamente Aventino, edificando una capilla. Alrededor se creó un pueblo que se llamó Saint-Aventin. Igualmente, el pueblo donde nació se le dedicó una iglesia.
Su festividad es el 13 de junio y también se ha celebrado el 7 de junio. El día de la fiesta llegan muchos peregrinos de las zonas cercanas de Aragón y el Valle de Arán.